# Liudja, Trosteaneț
Liudja (în ucraineană Люджа) este o comună în raionul Trosteaneț, regiunea Sumî, Ucraina, formată numai din satul de reședință.

## Demografie
Componența lingvistică a comunei Liudja
     Rusă (79,58%)
     Ucraineană (19,98%)
     Alte limbi (0,22%)
Conform recensământului din 2001, majoritatea populației comunei Liudja era vorbitoare de rusă (79,58%), existând în minoritate și vorbitori de ucraineană (19,98%).